# Eremit-Lebensräume zwischen Altenburg und Schmölln
Eremit-Lebensräume zwischen Altenburg und Schmölln este o arie protejată (arie specială de conservare — SAC, sit de importanță comunitară — SCI) din Germania întinsă pe o suprafață de 288 ha, integral pe uscat.

## Localizare
Centrul sitului Eremit-Lebensräume zwischen Altenburg und Schmölln este situat la coordonatele 50°58′42″N 12°16′45″E / 50.9783°N 12.2792°E.

## Înființare
Situl Eremit-Lebensräume zwischen Altenburg und Schmölln a fost declarat sit de importanță comunitară în iunie 2004 pentru a proteja 6 specii de animale. Situl a fost protejat și ca arie specială de conservare în iulie 2008.

## Biodiversitate
Situată în ecoregiunea continentală, aria protejată conține 6 habitate naturale: Lacuri eutrofice naturale cu vegetație de tip Magnopotamion sau Hydrocharition, Cursuri de apă de la nivel de câmpie la nivel montan, cu vegetație Ranunculion fluitantis și Callitricho-Batrachion, Fânețe de joasă altitudine (Alopecurus pratensis, Sanguisorba officinalis), Păduri de stejar și carpen Galio-Carpinetum, Păduri pe pante, grohotișuri și ravene de Tilio-Acerion, Păduri aluvionare cu Alnus glutinosa și Fraxinus excelsior (Alno-Padion, Alnion incanae, Salicion albae).
La baza desemnării sitului se află mai multe specii protejate:
- păsări (3): barză neagră (Ciconia nigra), gaia neagră (Milvus migrans), gaia roșie (Milvus milvus)
- mamifere (2): liliac cârn (Barbastella barbastellus), vidră de râu (Lutra lutra)
- nevertebrate (1): Osmoderma eremita Complex

Pe lângă speciile protejate, pe teritoriul sitului au mai fost identificate 1 specie de plante, 3 specii de amfibieni, 7 specii de mamifere, 12 specii de nevertebrate.